# Biblioteca Nacional Vernadski d'Ucraïna
La Biblioteca Nacional Vernadski d'Ucraïna, VNLU (ucraïnès: Національна бібліотека України імені В.І. Вернадського) és la principal biblioteca universitària i principal centre d'informació científica a Ucraïna, una de les biblioteques nacionals més grans del món. El seu edifici principal es troba a la capital del país, Kíiv, al barri de Demiivka.
La biblioteca conté uns 15 milions d'items. La biblioteca té la col·lecció més completa d'escriptura eslava, arxius de científics i persones del món de la cultura destacades. Els fons inclouen la col·lecció dels presidents d'Ucraïna, còpies d'arxiu de documents impresos ucraïnesos de 1917 i els arxius de l'Acadèmia Nacional de Ciències d'Ucraïna.

## Història

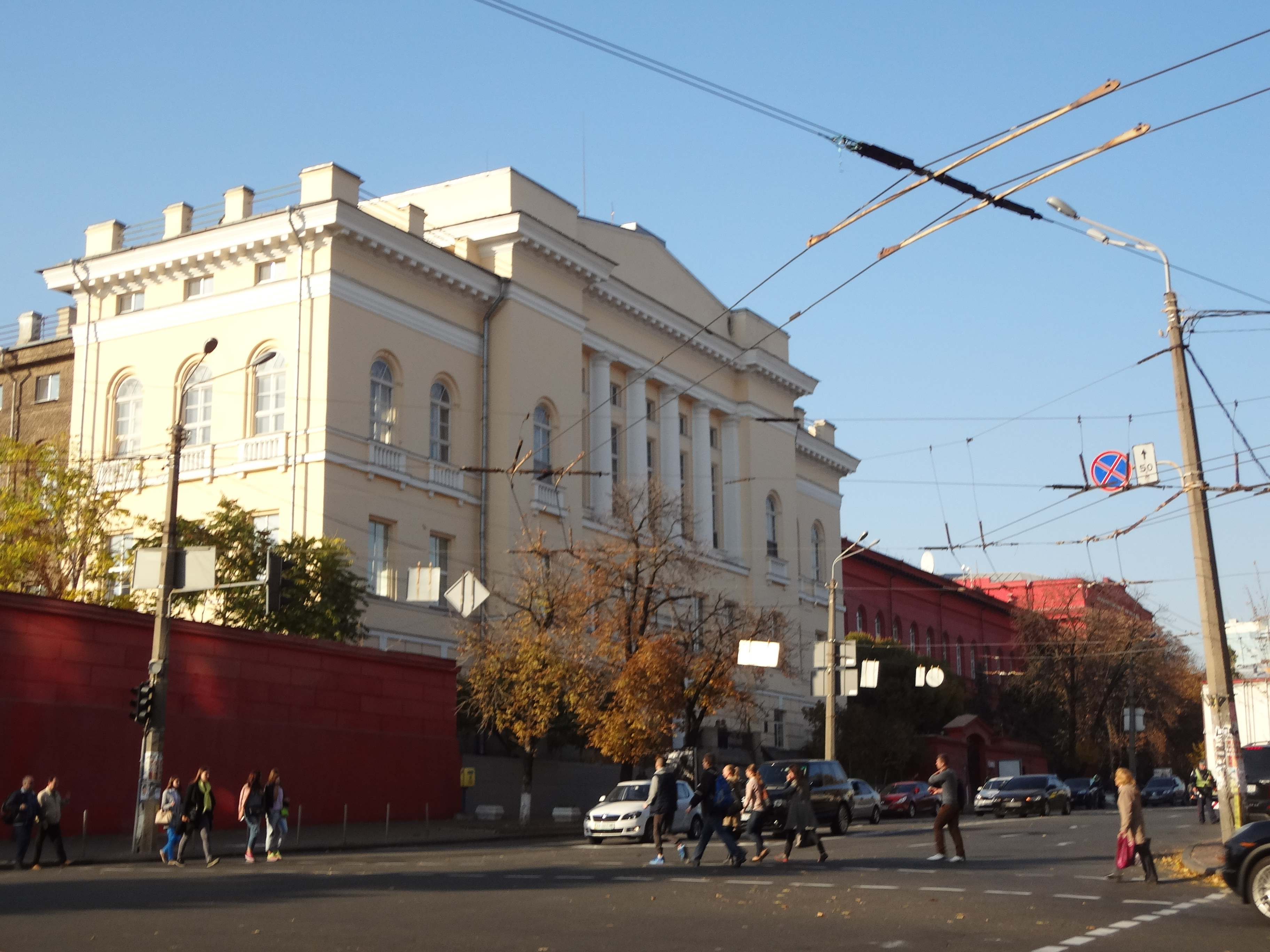
Edifici principal de la biblioteca del 1930 al 1989, situat a prop de la Universitat de Kíiv, al centre de la ciutat

La Biblioteca Nacional Vernadski d'Ucraïna va ser establerta el 2 d'agost de 1918 pel hetman Pavlò Skoropadski com a "Biblioteca Nacional de l'Estat d'Ucraïna" (Natsionalna biblioteka Ukrayinskoyi Derzhavy). El 23 d'agost de 1918 es va establir el Comitè Provisional de creació de la Biblioteca Nacional; estava encapçalat per Vladímir Vernadski.
L'agost de 1941 la biblioteca va ser evacuada a Ufà, la capital del Baixkortostan, on es trobava a l'institut pedagògic estatal. El maig de 1944 la biblioteca va tornar a Kíev.
L'edifici actual es va construir entre 1975 i 1989. Té 27 plantes i una superfície de 35.700 m 2. El seu sostre arriba als 76,7 m. No va ser fins al 1996 que la biblioteca va rebre la seva designació de Biblioteca Nacional amb el seu nom actual de Biblioteca Nacional Vernadski.
Des de 1918, la Biblioteca Nacional Vernadski ha patit nombrosos canvis de nom.

## Galeria d'imatges

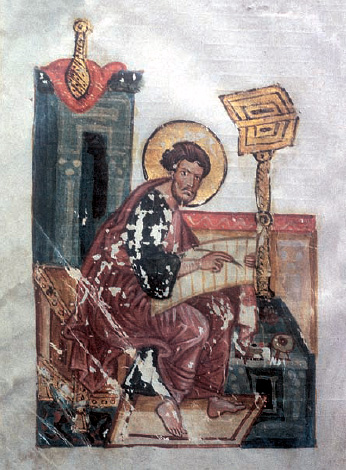
Evangeli d'Orsha
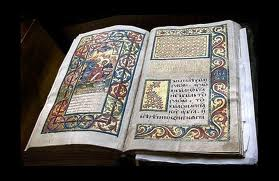
Evangeli de Peresopnytske (1556–1561)
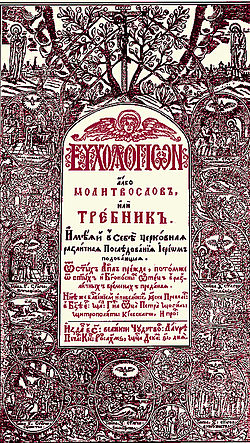
Trebnik de Petro Mohyla (1646)
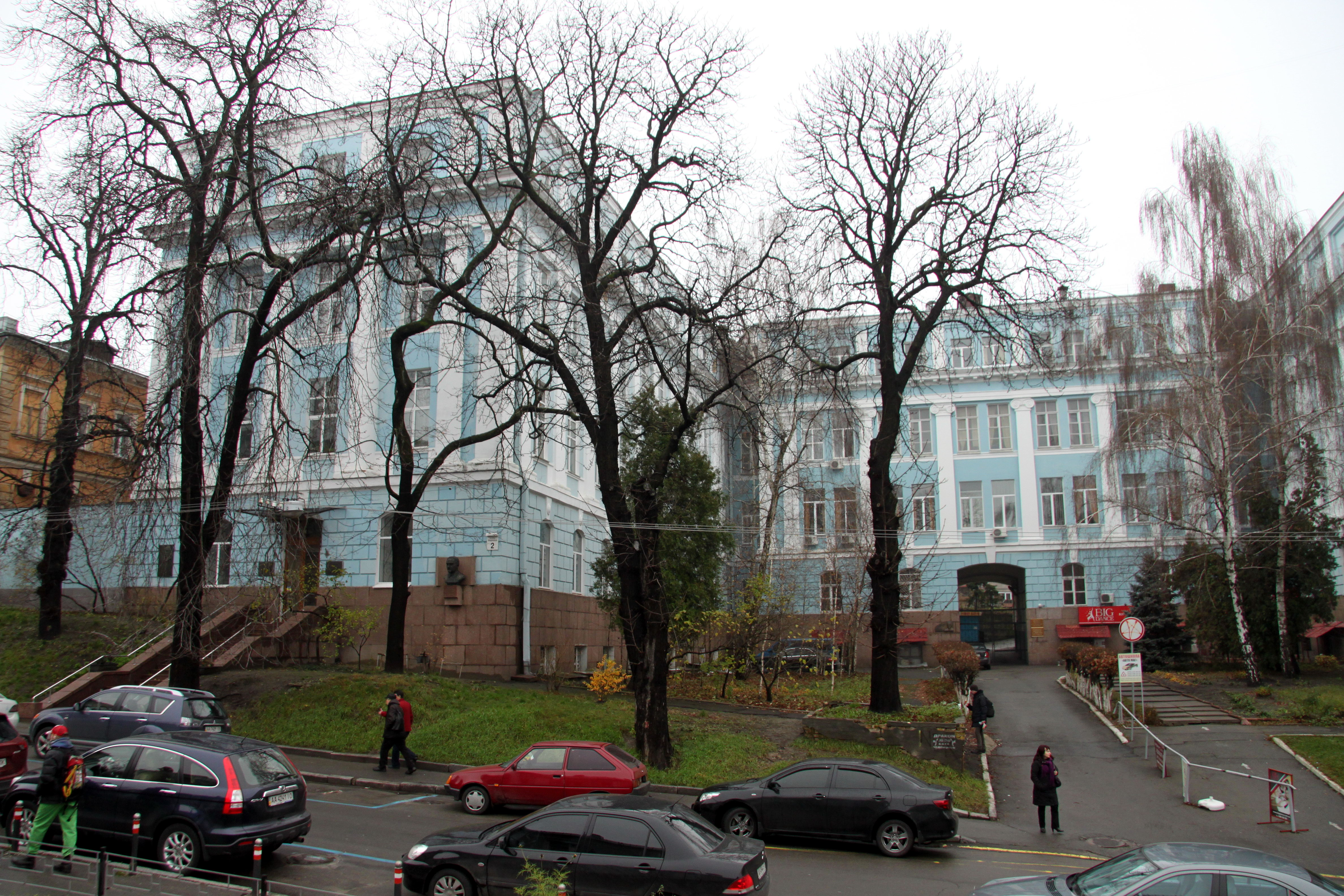
Habitatge temporal original l'any 1919 (gimnàs Santa Princesa Olga)
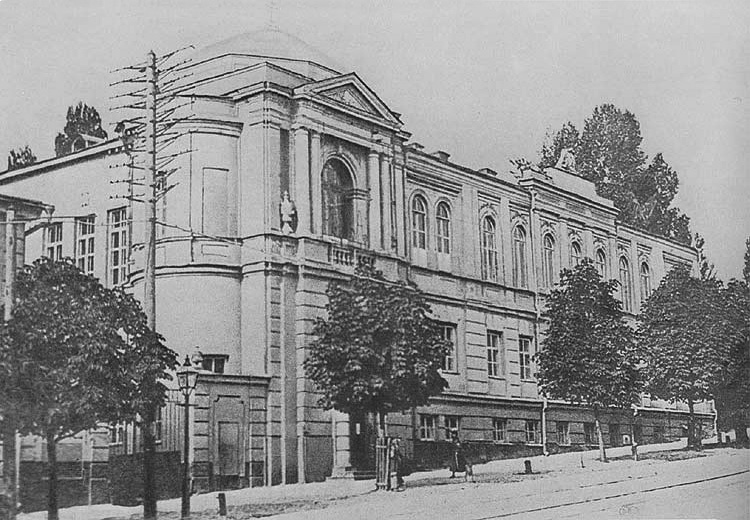
Habitatge temporal el 1919–1930 (Pavlo Galagan Gymnasium)
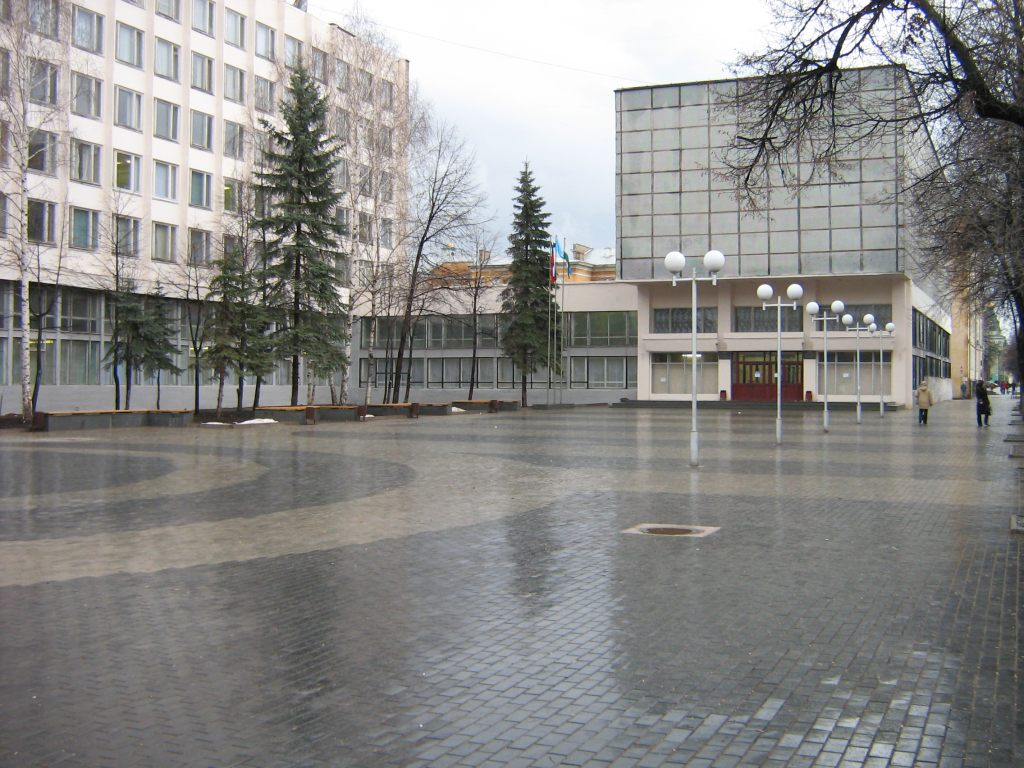
La Universitat Pedagògica Estatal de Baixkir a Ufàva albergar una biblioteca durant la linvasió nazi de la Unió Soviètica